# Purdey
Purdey est un personnage fictif de la série télévisée britannique Chapeau melon et bottes de cuir, interprété par l’actrice anglaise Joanna Lumley. Septième partenaire de l'agent John Steed (et cinquième partenaire féminine), elle apparaît dans les saisons 7 et 8 (couleur) de la série, jouant dans 26 épisodes.

## Le personnage
Nièce d'un oncle haut gradé militaire, Purdey naît avec le don de la danse. Intégrée au Ballet royal de l'Opéra de Covent Garden, elle fait la connaissance de Larry Doomer, un pilote d'avion. Ils se fiancent mais leur mariage n'a jamais eu lieu : apprenant que son père a été assassiné par la police arabe, Larry tente en retour de tuer le chef de la police, mais Purdey réussit à l'en empêcher. Fou de rage, il rompt leurs fiançailles bien que leurs sentiments mutuels n'aient jamais disparu.
Peu après, elle est renvoyée de l'opéra sous le motif qu'elle est trop grande. Pour surmonter son chagrin, elle se jette à corps perdu dans un travail qui lui prend tout son temps : agent secret au service de la Reine (ce qui explique aussi son statut de célibataire). Elle réussit les examens et obtint le poste envié de partenaire de John Steed en même temps que Michael Gambit, avec qui elle entretient des rapports tendus mais ambigus (bien qu'il semble qu'elle soit aussi attirée par Steed).
Elle est également amatrice de musique : en dehors de son talent de danseuse (y compris de claquettes), elle joue bien du piano et aime écouter du Beethoven.

## Origine du personnage
Elle devait à l'origine se prénommer Charly, mais ce nom fut abandonné. On la baptisa finalement du nom d'une marque de fusils, James Purdey & Sons (fournisseur officiel de la famille royale anglaise).

## Postérité
La coupe au bol de la jeune femme eut un grand succès dans les années 70 et 80. Bien des années plus tard, cette coupe jouit encore d'une certaine popularité. La chanteuse Keren Ann, pour son album 101, pose en effet avec cette coupe qui est pour elle un hommage à ce personnage.
Dans une interview Bonus de la série Absolutely Fabulous, Joanna Lumley dit du personnage : "elle ne boit pas, elle ne fume pas, elle n'a pas de mec". En réaction à cette sévérité, Joanna Lumley a créé le personnage de Patsy Stone à l'opposé complet.